# E21

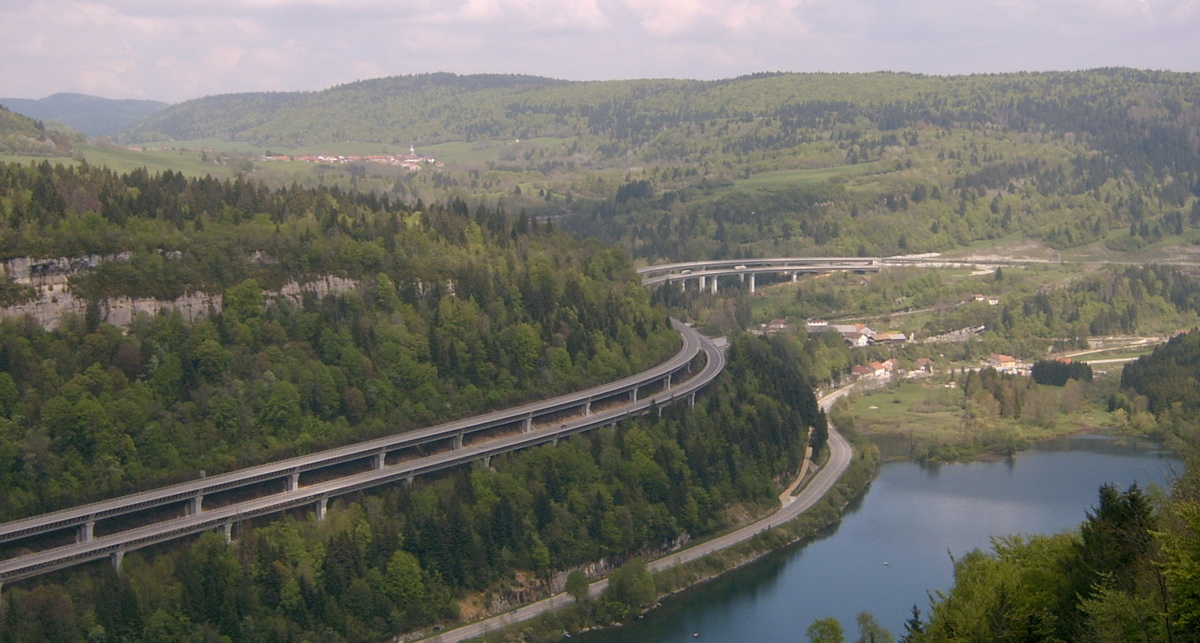
E21/E62/A40 längs Viaduc de Sylans väster om Genève.

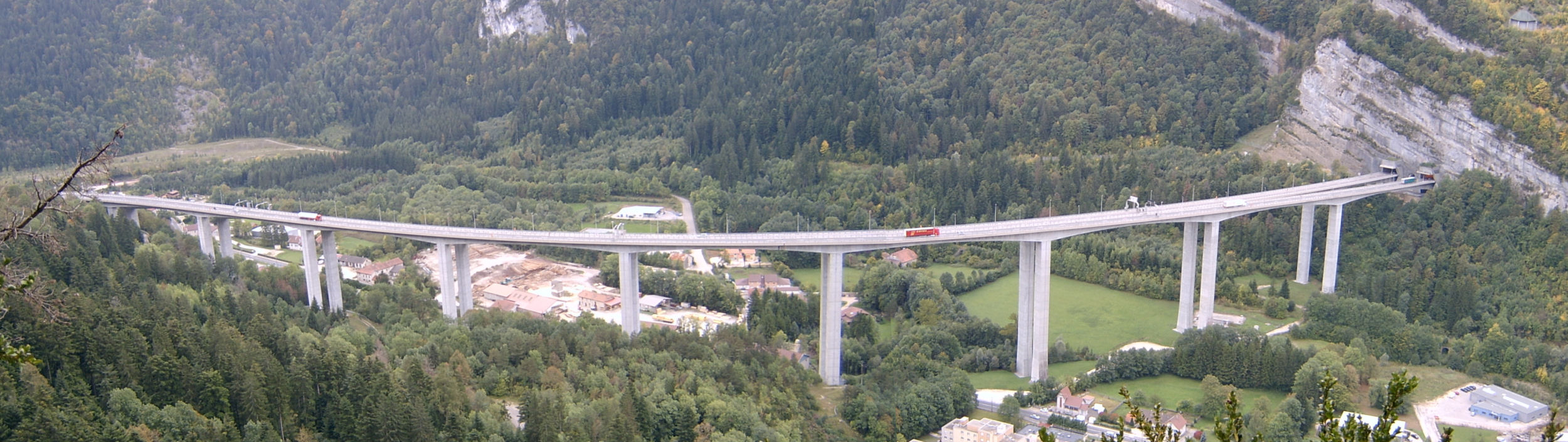
E21/E62/A40 längs Viaduc de Nantua väster om Genève.

E21 eller Europaväg 21 är en europaväg som börjar i Metz i Frankrike och slutar i Genève i Schweiz. Längden är 540 kilometer.

## Sträckning
Metz - Nancy - Dijon - Mâcon - (gräns Frankrike-Schweiz) - Genève

## Standard
Vägen är motorväg hela sträckan. Den följer bland annat de franska motorvägarna A31, A6 och A40.

## Anslutningar till andra europavägar
| - E25 - E50 - E23 gemensam sträcka - E17 gemensam sträcka - E60 |  | - E15 gemensam sträcka - E607 - E62 gemensam sträcka - E25 igen |